# Juan Domingo de la Cruz
Juan Domingo de la Cruz, född 6 februari 1954 i Buenos Aires, Argentina, är en spansk basketspelare som tog tog OS-silver 1984 i Los Angeles. Detta var Spaniens första medalj i basket vid olympiska sommarspelen. Det kom att dröja till baskettävlingarna vid olympiska sommarspelen 2008 i Peking innan Spanien tog sin nästa medalj.

## Klubbhistorik
- San Lorenzo de Almagro (Argentina): till 1975.
- FC Barcelona (Spanien): 1975-1987.
- Fórum Valladolid (Spanien): 1987-1989.
- Bàsquet Manresa (Spanien): 1989-1990.
- Taugrés Vitoria (Spanien): 1990-1991.
- Prohaci Mallorca (Första divisionen B) (Spanien): 1991-1992.
- Gráficas García Inca (Andra divisionen) (Spanien): 1994-1995.
- Palma Basket Club (Andra divisionen) (Spanien): 1995-1996.